# Populus laurifolia
Populus laurifolia Ledeb. è un albero deciduo di medie dimensioni appartenente alla famiglia delle Salicacee, originario della Siberia e dell'Asia centrale.

## Descrizione
Può crescere fino a 15 m di altezza. Possiede una corteccia di colore grigiastro, che diviene più scura e solcata verso la base del tronco; la corona è ampia. Germogli e ramoscelli sono giallastri, angolati, tomentosi o raramente glabri. Le gemme sono coniche e molto viscide; le squame basali sono tomentose. Le foglie dei brevi ramoscelli hanno forma ellittica, ovale od oblungo-ovale, di 6-12 × 4–7 cm, con base rotonda o cuneata, margine crenulato ed apice acuto o poco acuminato. Le foglie dei germogli sono dotate di picciolo terete, lungo 2–5 cm, adassialmente canalicolato e tomentoso; le foglie che vi si sviluppano sono lanceolate od ovali-lanceolate, e misurano 10–15 cm. L'amento maschile misura 3–4 cm; le brattee sono suborbitali, misurano 3–5 mm, sono generalmente caduche e hanno base cuneata e margine laciniato, con lobi marroni. Il fiore maschile è dotato di 30-40 stami ed ha antere di colore rosso-violaceo. L'amento femminile misura 5–6 cm e si allunga nel frutto. La capsula è ovoidale, e misura 5–6 mm. La pianta fiorisce in aprile-maggio e fruttifica in giugno.
Il numero di cromosomi è: 2n = 38.

## Distribuzione e habitat
In natura è presente in Siberia, Kazakhstan,  Mongolia e Cina (nelle province della Mongolia Interna e dello Xinjiang). 
Cresce nelle pianure alluvionali e nelle foreste ripariali, ad altitudini comprese tra i 500 e i 1900 m su suoli umidi, leggermente acidi o alcalini, sabbiosi o ghiaiosi, in luoghi soleggiati. La specie è termofila e resistente.

## Usi
Il legno di questo pioppo viene raramente utilizzato per riscaldare e per produrre polpa di carta e strumenti agricoli.